# BASAR (Buchreihe)
Basar (Eigenschreibweise: BASAR) war eine populäre Buchreihe der DDR aus dem Verlag Neues Leben in Berlin.
In der Reihe erschienen vor allem Romane und Erzählungen verschiedener Genre und aus verschiedenen Ländern. Es handelt sich dabei häufig um Abenteuer und Kriminalfälle aus der Vergangenheit, der Gegenwart und der Zukunft.
Zumeist sind es Werke deutscher Autoren, ein geringerer Teil besteht aus Werken von Schriftstellern aus osteuropäischen Ländern wie Polen, Ungarn und der Sowjetunion, es sind aber auch Werke amerikanischer, französischer, britischer und anderer Schriftsteller vertreten. Es sind sowohl einzelne Werke als auch Sammlungen enthalten.
Die Reihe erschien durchgehend als Paperback im Format 13 × 20 cm ohne Schutzumschlag. Alle Ausgaben waren illustriert. Viele Illustratoren arbeiteten dabei in größerem Umfang bereits für diesen oder andere Verlage der DDR, so Karl Fischer, Reiner Schwalme, Werner Ruhner, Günther Lück und Erhard Schreier.
Es wurden sowohl Neuerscheinungen als auch Wiederveröffentlichungen und Übersetzungen veröffentlicht.
Die Reihe erschien von 1970 bis 1990 und wurde dann aufgrund der Abwicklung des Verlags eingestellt. Es erschienen insgesamt 80 Ausgaben, vom historischen Roman bis zur Sammlung wissenschaftlich-phantastischer Erzählungen.
Die Ausgaben waren nur im örtlichen Zeitschriftenhandel erhältlich. Sie erschienen unregelmäßig, bis zu acht neue Ausgaben pro Jahr, dazu kam noch eine wachsende Zahl von Nachauflagen.

## Liste
| Jahr/Auflage                    | Titel                                                                                      | Autor                             | Illustrator                          | Genre    |
| 1976                            | Die Arbeiter des Meeres                                                                    | Victor Hugo                       | Peter Nagengast                      |          |
| 1973, 1975/3.                   | Auf wilder Fahrt                                                                           | Kurt Klamann                      | Kurt Klamann                         |          |
| 1976                            | Auf Tod und Leben                                                                          | Karl Veken                        | Jürgen Schnelle                      |          |
| 1984                            | Aufruhr in Machtra                                                                         | Eduard Wilde                      | Günther Lück                         |          |
| 1973                            | Verlobung in Hullerbusch                                                                   | Joachim Wohlgemuth                |                                      |          |
| 1970, 1978/5.                   | Verschwörung am Vesuv. Historischer Roman                                                  | Dorothea Renata Budniok           |                                      | Historie |
| 1972, 1975/3.                   | Der Irrtum des großen Zauberers                                                            | Johanna Braun, Günter Braun       | Ruth Knorr                           | SF       |
| 1973, 1974/2.                   | Ohne Lizenz des Königs                                                                     | Klaus Möckel                      | Werner Ruhner                        |          |
| 1974, 1984/2., 1987/3.          | Insel des Verderbens                                                                       | Emil Rudolf Greulich              | Peter Muzeniek                       |          |
| 1974/2.                         | Der grausame Pol                                                                           | Alina und Czesław Centkiewicz     | Peter Nagengast                      |          |
| 1974                            | Katastrophe vor Gibraltar                                                                  | Hans Ahner                        | Hans Mau                             |          |
| 1975, 1982/2.                   | Als Jäger in der Taiga                                                                     | Jan Kozák                         | Ralf Jürgen Lehmann                  |          |
| 1975                            | Myon ruft Erde                                                                             | Petyr Stypow                      | Erhard Schreier                      | SF       |
| 1975, 1978/2.                   | Aus dem Siebenjährigen Krieg. Historischer Roman                                           | Józef Ignacy Kraszewski           | Günther Lück                         |          |
| 1975                            | Botschafter ohne Agrément                                                                  | Harald Hauser                     | Karl Fischer                         |          |
| 1975, 1983/2.                   | Das Palmenreich                                                                            | Lene und Walter Klein             | Karl Fischer                         |          |
| 1976                            | Als Neuling in Antarktika                                                                  | Wladimir Sanin                    | Werner Ruhner                        |          |
| 1976                            | Die Hosen des Herrn von Bredow                                                             | Willibald Alexis                  | Paul Rosié                           |          |
| 1976                            | Begegnung im Licht                                                                         | Helmut Fickelscherer (Hrsg.)      | Peter Muzeniek                       |          |
| 1977/4.                         | Der Seewolf                                                                                | Jack London                       | Ralf Jürgen Lehmann                  |          |
| 1977                            | Die nackten Hände                                                                          | Marie Balka                       | Harri Förster                        |          |
| 1977, 1981/2., 1987/3.          | Walküre lächelt nicht                                                                      | Ernst Ludwig Bock                 | Werner Hahn                          |          |
| 1977                            | Jagd ohne Gnade                                                                            | Karl Veken                        | Jürgen Schnelle                      |          |
| 1977                            | Jakob der Rebell                                                                           | Eugène Le Roy                     | Günther Lück                         |          |
| 1977                            | Der Junker von Ballantrae                                                                  | Robert Louis Stevenson            | Karl Fischer                         |          |
| 1978                            | Gösta Berling                                                                              | Selma Lagerlöf                    | Hille Blumenfeldt                    |          |
| 1978, 1987/3.                   | Homunkuli                                                                                  | Peter Lorenz                      | Thomas Franke                        | SF       |
| 1978                            | Lockendes Gold                                                                             | Jack London                       | Horst Bartsch                        |          |
| 1978                            | Lügen haben lange Beine                                                                    | Stanislaw Rodionow                | Karl Fischer                         |          |
| 1978, 1986/2.                   | Gräfin Cosel. Ein Frauenschicksal am Hofe August des Starken                               | Jozef Ignacy Kraszewski           | Paul Rosié                           | Historie |
| 1979                            | Brühl. Historischer Roman                                                                  | Jozef Ignacy Kraszewski           | Paul Rosié                           | Historie |
| 1979                            | Der Planet mit den sieben Masken. Utopische Erzählungen aus Frankreich                     | Bernhard Thieme (Hrsg.)           | Gerhard Oschatz                      | SF       |
| 1979                            | Mord ohne Motiv                                                                            | Martin Wendland                   | Rudolf Grapentin                     | Krimi    |
| 1979, 1981/2., 1982/3., 1984/4. | Rückkehr ins Leben. Ein Bericht                                                            | Wilhelm und Elfriede Thom         | Hans-Georg Gerasch                   |          |
| 1980                            | Die lachende Maske                                                                         | Victor Hugo                       |                                      |          |
| 1980                            | Raketen, Sterne, Rezepte. Wissenschaftlich-phantastische Erzählungen aus Ungarn            | Péter Kuczka (Hrsg.)              | Werner Ruhner                        | SF       |
| 1980, 1982/2.                   | Deckname „Helios“                                                                          | Hans Ahner                        | Uwe Häntsch                          |          |
| 1980                            | Der zweite Tod                                                                             | Jean Taureau                      | Peter Nagenast                       |          |
| 1980                            | Ein abgekartetes Spiel                                                                     | Dorothy Uhnak                     | Reiner Schwalme                      |          |
| 1980                            | Der unsichtbare Tod                                                                        | Andrzej Wydrzynski                | Ralf-Jürgen Lehmann                  |          |
| 1980                            | Der weiße Schamane                                                                         | Nikolai Schundik                  | Reiner Schwalme                      |          |
| 1981                            | Im Garten der Königin                                                                      | Horst Beseler                     | Jörn Hennig                          |          |
| 1981                            | Totentanz                                                                                  | Bernhard Kellermann               | Hans-Georg Gerasch                   |          |
| 1981                            | Der Wurfspieß des Odysseus. Wissenschaftlich-phantastische Erzählungen aus der Sowjetunion | Jewgeni Brandis (Hrsg.)           | Peter Nagengast                      | SF       |
| 1981                            | Korallen-Joe. Erzählungen                                                                  | Joachim Specht                    | Harry Jürgens                        |          |
| 1981, 1983/2.                   | Quarantäne im Kosmos                                                                       | Peter Lorenz                      | Werner Ruhner                        | SF       |
| 1982                            | Der Unfall des Hochspringers. Roman nach authentischen Ereignissen                         | Valeri Brumel, Alexander Lapschin |                                      |          |
| 1982                            | Trawler im Eis                                                                             | Wladimir Sanin                    | Reiner Schwalme                      |          |
| 1982/4.                         | Andymon. Eine Weltraum-Utopie                                                              | Angela und Karlheinz Steinmüller  | Regine Schulz und Burckhard Labowski | SF       |
| 1983                            | Der Mondstein                                                                              | William Wilkie Collins            | Renate Jessel                        | Krimi    |
| 1983                            | Der Tunnel                                                                                 | Bernhard Kellermann               | Hans Jürgen Weyden                   | SF       |
| 1983, 1985/2.                   | Im Netz des Verbrechens                                                                    | Otto Bonhoff                      | Hans Mau                             |          |
| 1983, 1985/2.                   | Sternendroge Tyrsoleen                                                                     | Hans Bach                         | Reiner Schwalme                      | SF       |
| 1984                            | Der Fliegende Holländer                                                                    | Manfred Hoffmann                  | Werner Ruhner                        |          |
| 1984                            | Unter den Pehuenchen                                                                       | Friedrich Gerstäcker              | Harri Förster                        |          |
| 1984                            | Operation „Joy“                                                                            | Daniel Chavarría                  |                                      |          |
| 1984                            | Die Rächer vom Sherwood                                                                    | George Payne Rainsford James      | Erhard Schreier                      |          |
| 1985                            | Beweisaufnahme                                                                             | Jewgeni Ryss                      | Erhard Schreier                      |          |
| 1985                            | Germelshausen, 0.00 Uhr                                                                    | Hans Bach                         | Werner Ruhner                        | SF       |
| 1985, 1987/2.                   | Eden City, die Stadt des Vergessens                                                        | Reinhard Kriese                   | Werner Ruhner                        | SF       |
| 1985                            | Das blaue Band                                                                             | Bernhard Kellermann               | Rudolf Grapentin                     | Historie |
| 1986                            | Sturz in die Tiefe                                                                         | Hans Ahner                        | Karl-Heinz Döring                    |          |
| 1986, 1987/2.                   | Pulaster. Roman eines Planeten                                                             | Angela und Karlheinz Steinmüller  | Regine Schulz und Burckhard Labowski | SF       |
| 1986                            | Die Explosion                                                                              | Pawel A. Schestakow               | Rudolf Grapentin                     |          |
| 1986                            | Mission SETA II                                                                            | Reinhard Kriese                   | Werner Ruhner                        | SF       |
| 1986                            | Die Treibjagd. Jagderzählungen                                                             | Ursula Krause (Hrsg.)             | Reiner Schwalme                      |          |
| 1987                            | Die Stadt Anatol                                                                           | Bernhard Kellermann               | Erhard Schreier                      |          |
| 1987                            | Der Tod und sieben stumme Zeugen                                                           | Anna Bauerová                     | Erhard Schreier                      |          |
| 1987/13.                        | Der grüne Rebell. Historischer Roman um den Freijäger Karl Stülpner                        | Hermann Heinz Wille               |                                      |          |
| 1987                            | Schärfer als Degen. Das abenteuerliche Leben des Pierre de Fermat                          | Alexander Kasanzew                | Günther Lück                         |          |
| 1988, 1990/2.                   | Mitten im Leben. Die Fortsetzung ihres Berichtes                                           | Wilhelm und Elfriede Thom         | Hans-Georg Gerasch                   |          |
| 1988                            | Gestohlene Gesichter                                                                       | Wladyslaw Huzik                   | Karl Fischer                         |          |
| 1988                            | Tage des Zorns, Tage der Liebe                                                             | Juri Slepuchin                    | Werner Ruhner                        |          |
| 1988                            | Die Sackgasse                                                                              | Pawel A. Schestakow               | Rudolf Grapentin                     |          |
| 1988                            | Das unrühmliche Ende des Ritters Bartholomäus                                              | Vaclav Erben                      | Winfried Wolk                        |          |
| 1988                            | Der 9. November                                                                            | Bernhard Kellermann               |                                      | Historie |
| 1989                            | Der Planet ohne Sonne                                                                      | Manfred Küchler                   | Rolf Xago Schröder                   | SF       |
| 1989                            | Wolken, Wind und Passagiere. Erinnerungen eines Fliegers                                   | Hans Ahner                        | Thomas Binder                        |          |
| 1989                            | Der Nachfahre der Himmelssöhne. Das phantastische Leben des Cyrano de Bergerac             | Alexander Kasanzew                | Günther Lück                         | SF       |
| 1990                            | Der lange Weg zum Blauen Stern                                                             | Michael Szameit (Hrsg.)           | Jürgen Dreißig                       | SF       |